# 张力田
张力田（1913年8月—2009年11月），男，山东德平人，中国化学家、淀粉与淀粉糖专家，二级教授，中国淀粉工业协会名誉会长。

## 生平
张力田1913年8月出生于山东省德平县。
1933年入北京大学化学系。1935年12月9日，北平大中学生发起抗日救国运动“一二九运动”，反对华北自治，正读三年级的张力田参与了这次运动。
1944年（一说1945年、1947年），留学美国路易斯安那州立大学研究生院，获得硕士后，1951年（一说1952年）博士毕业。毕业后任美国联合淀粉公司高级研究员，因杰出的成果使得张入选美国科学家名人录。
朝鲜战争爆发后，决定回国。1958年辗转经过英国、欧洲、苏联回到中国。回国后首先在轻工业部北京食品与发酵工业研究所高级工程师。
1964年，于华南工学院任教，被评为二级教授，组建中国淀粉工业协会。
1972年创建了中国第一个碳水化合物实验室。
2009年11月，张力田在广州病逝。

## 社会兼职
曾任广东欧美同学会会长。

## 著作
- 碳水化合物化学，1988，中国轻工业出版社
- 变性淀粉，1992，华南理工大学出版社
- 淀粉糖，1998，中国轻工业出版社